# Mirjam Jasmin Strube
Mirjam Jasmin Strube (* 20. Februar 1975 in Holzminden) ist eine deutsche Schriftstellerin und Illustratorin.

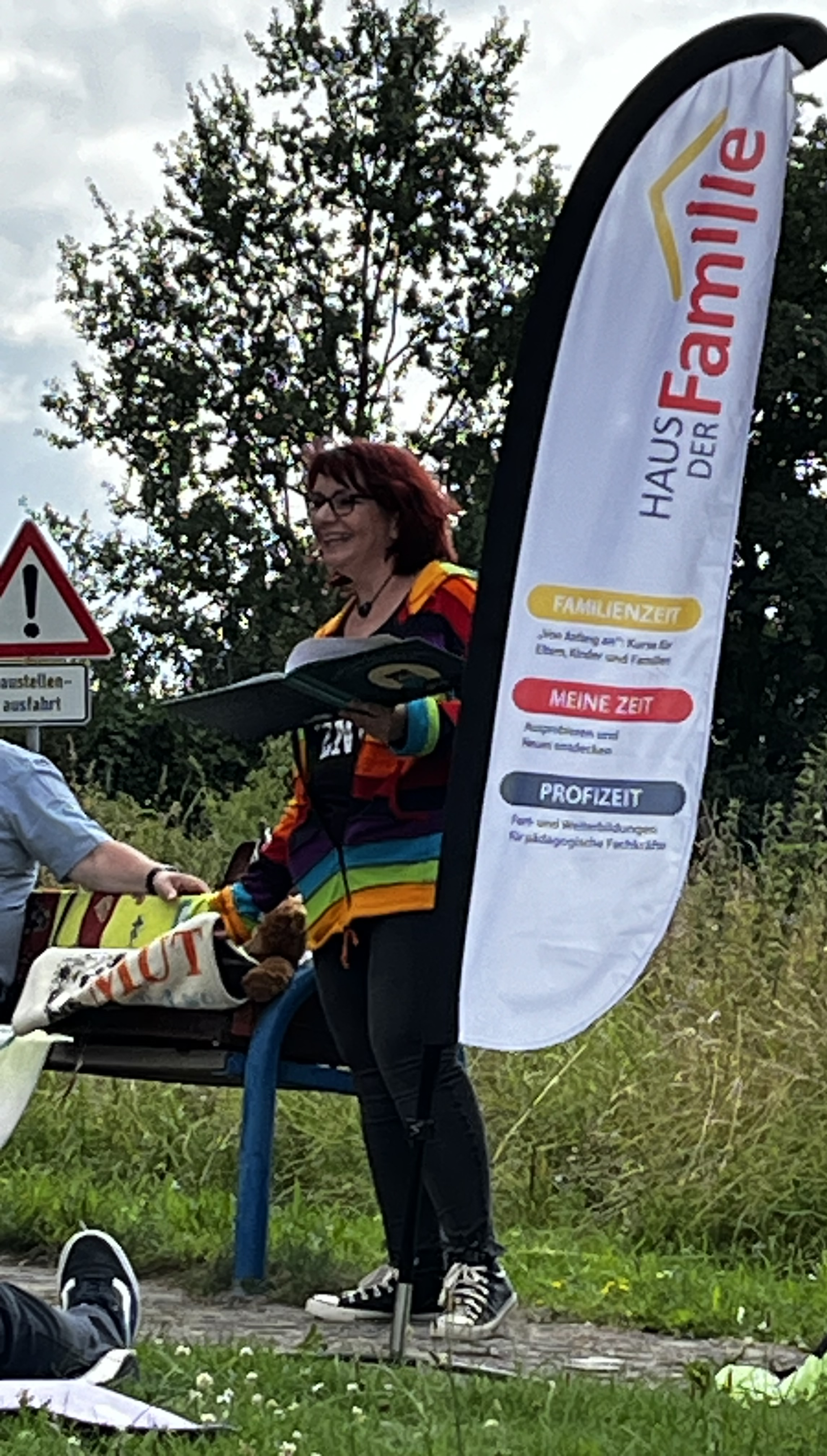
Mirjam Jasmin Strube, 2024

## Leben
Strube wuchs in Salzgitter auf. Sie lebt mit ihrem Mann und ihren drei Kindern in Braunschweig. Neben ihrer schriftstellerischen Tätigkeit ist sie in einer Praxis für Physio- und Ergotherapie tätig.
Strube engagiert sich aktiv für die Förderung der Lesekultur bei Kindern und arbeitet als Dozentin an der Volkshochschule Braunschweig im Bereich „Haus der Familie“. Ihr Einsatz für die Leseförderung spiegelt ihr Interesse an der Bildung und Entwicklung junger Menschen wider.
Durch ihre vielfältigen Aktivitäten verbindet sie ihre Leidenschaft für das Schreiben mit ihrem Engagement in der Gemeinschaft, um Kindern den Zugang zur Literatur näherzubringen.

## Publikationen
- Das kleine Buch über den großen Mut und wo man ihn findet. Augusta Presse- und Verlags GmbH,[8][9] Berlin 2019, ISBN 978-3-947110-31-5.
- Flynn und die Gedankenmonster. Augusta Presse- und Verlags GmbH,[9] Berlin 2019, ISBN 978-3-947110-79-7.
- Flynn, die erste Liebe und ganz viele andere Gefühle. Augusta Presse- und Verlags GmbH,[9] Berlin 2020, ISBN 978-3-947110-91-9.
- Flynn und das kleine Stück vom großen Glück. Augusta Presse- und Verlags GmbH,[9] Berlin 2021, ISBN 978-3-947110-67-4.
- Backen & Naschen mit Flynn. Augusta Presse- und Verlags GmbH,[9] Berlin 2021, ISBN 978-3-947110-41-4.
- Flynn und das Wunder des Lebens. Augusta Presse- und Verlags GmbH,[9] Berlin 2022, ISBN 978-3-947110-73-5.
- Flynn und das Geheimnis der alten Burg. Augusta Presse- und Verlags GmbH,[9] Berlin 2023, ISBN 978-3-947110-10-0.
- Wie der Staub der Sterne. von Thomas Märtens (Autor), Charlene Strube (Autor), Mirjam Jasmin Strube (Autor); BoD GmbH, Norderstedt 2023, ISBN 978-3-7578-5373-0.
- Flynn und das Spiel der Könige. BoD GmbH, Norderstedt 2024,[10] ISBN 978-3-7597-5979-5.